# Pensamentos Fúteis
Pensamientos Fúteis es el segundo álbum Solista del cantante y músico chileno y Brasileño Giovanni Falconi Vocalista y Guitarrista de la banda grunge Tatto Falconi TTF. Este disco cuenta con 12 temas, con canciones en portugués. «Quero Te Ter» fue el sencillo de este álbum. logró ser unos de los temas más tocado en las radios brasileñas y portuguesas, en el segundo semestre del 2019; las canciones «Tudo Está Bem», «Quantos Dias Me Restam», «Cara Patifi» y «Pensamentos Fúteis», fueron las demás canciones, que también estuvieron entre los temas más pedidos por la gente a las emisoras radiales brasileñas y portuguesas. Este disco tiene como temática de "historias de amor" y "protestas sociales" una reseña en "LPEM Noticias" destaca en nuestra escena nacional es más frecuente de lo que podamos creer, hallar artistas que se desarrollan orientando su carrera de forma internacional, algunos alcanzando un nivel de popularidad más que respetable en tierras extranjeras. Este es el caso de Giovanni Falconi, músico chileno que se ha desenvuelto a nivel internacional de manera notable.

## Lista de canciones
1. "Tudo Está Bem" - 3:43
2. "Nunca Foi Meu" - 5:38
3. "Desabafar" - 3:31
4. "Sou Todo Errado" - 4:07
5. "Minha Fé Permanece em Ti" - 7:27
6. "Sem Previsão" - 6:13
7. "Quantos Dias Me Restam" - 3:40
8. "Cara Patifi" - 4:43
9. "Quero Te Ter" - 5:22
10. "Pensamentos Fúteis" - 5:57
11. "Que Sujeira" - 3:12
12. "Estamos Bem" - 3:12